# Todii
Todii ist ein Song von Oliver Mtukudzi, der erstmals 1999 auf seinem Album Tuku Music veröffentlicht wurde. Der Song handelt von der AIDS-Epidemie in Afrika.

## Hintergrund
Todii entstand in den späten Neunzigern, einer Zeit, in der AIDS besonders im südlichen Afrika unter anderem aufgrund fehlender Aufklärung über Verbreitungswege und Prävention weit verbreitet war und aus Mangel an verfügbaren Medikamenten häufig tödlich verlief. Oliver Mtukudzi hatte mehrere Bandkollegen an die Krankheit verloren.

## Text
Der Text von Todii ist in großen Teilen in den Sprachen Shona und Ndebele verfasst, nur die wiederkehrende Frage “What shall we do?” (dt. Was sollen wir tun) wird auch auf Englisch gesungen. Oliver Mtukudzi reflektiert in dem Lied über die Situation der Menschen und Gemeinschaften, die durch die AIDS-Epidemie vor neuen Herausforderungen stehen. Die Frage “What shall we do?” ist eine Bitte um Hilfe und um Ideen, wie man diesen Herausforderungen begegnen kann. Das Lied zeigt auch das Versagen von Autoritäten und eigentlich Verantwortlichen für die Beantwortung solcher Fragen auf. Bemerkenswert ist auch, dass Todii klar die biologische Ursache der Epidemie benennt und somit von dem damals im Süden Afrikas vorherrschenden Narrativ abwich, die Krankheit sei auf Hexerei zurückzuführen. Bei der Suche nach Lösungen stellt der Song aber wieder Verbindungen zur traditionellen Spiritualität her, wenn er etwa die spirituellen Kräfte der Shona um Hilfe bei der Bewältigung der Krise bittet.
Die Frage-und-Antwort-Methode, mit der Oliver Mtukudzi und seine Backgroundsängerinnen sich insbesondere im Refrain in drei Sprachen unterhalten, findet sich in vielen populären Liedern aus Simbabwe wieder und wurde von Mtukudzi auch in anderen Stücken verwendet. Die offen bleibenden Fragen sollen den Zuhörer ermutigen, sich selbst Gedanken dazu zu machen, was er in seinem persönlichen Umfeld tun kann.

## Rezeption
Oliver Mtukudzi wurde aufgrund dieses Songs von der UNICEF zum Goodwill Ambassador ernannt. Todii wurde in Simbabwe, aber auch in anderen Ländern im Rahmen von Kampagnen zur Aufklärung über Aids auf Veranstaltungen gespielt. Es wird angenommen, dass insbesondere die Offenheit des Liedes, das keine fertigen Meinungen präsentiert, den Zuhörern half, sich aktiv mit dem Thema Aids zu beschäftigen. Die Aids-Rate fiel in Simbabwe zu Beginn der 2000er Jahre deutlich. Man nimmt an, dass die Einbeziehung lokaler Diskurse, z. B. durch Songs wie Todii, wesentlich dazu beigetragen hat, indem sie die Bereitschaft zur Teilnahme an Testungen und Beratungen zum Thema Aids anhoben.
Das Lied war auch in anderen afrikanischen Ländern sehr beliebt, so etwa in Kenia und mehr noch in Südafrika. Dabei ging die Bedeutung des Textes meist verloren. Viele Fans von Todii wissen nicht, dass dieses Lied HIV und Aids thematisiert. Auf diesem Hintergrund ist nachvollziehbar, warum Todii in Simbabwe selbst, wo es zu dieser Zeit eine starke Stigmatisierung rund um das Thema Aids gab, nicht den gleichen Erfolg hatte wie in anderen Ländern.
Die englische Version des Titels What shall we do wurde teils in den Zeitungsmeldungen zu Oliver Mtukudzis Tod im Titel verwendet.
Todii war der erste Song von Oliver Mtukudzi, der 2021 auf seinem postum eingerichteten Youtube-Kanal hochgeladen wurde.
2020 schuf ein kenianischer Musiker, Anthony Musembi, eine Coverversion des Stücks und wies darin auf die Bedeutung von Hygienemaßnahmen im Zusammenhang mit der Covid-19-Pandemie hin.

## Versionen
Todii erschien zwischen 1999 und 2015 auf sieben Alben von Oliver Mtukudzi sowie dem Sammelalbum Grand Masters Collection: African Souvenirs der Gallo Record Company, das Lieder unterschiedlicher Musiker und Bands vereinigt.